# Jasminka Domaš

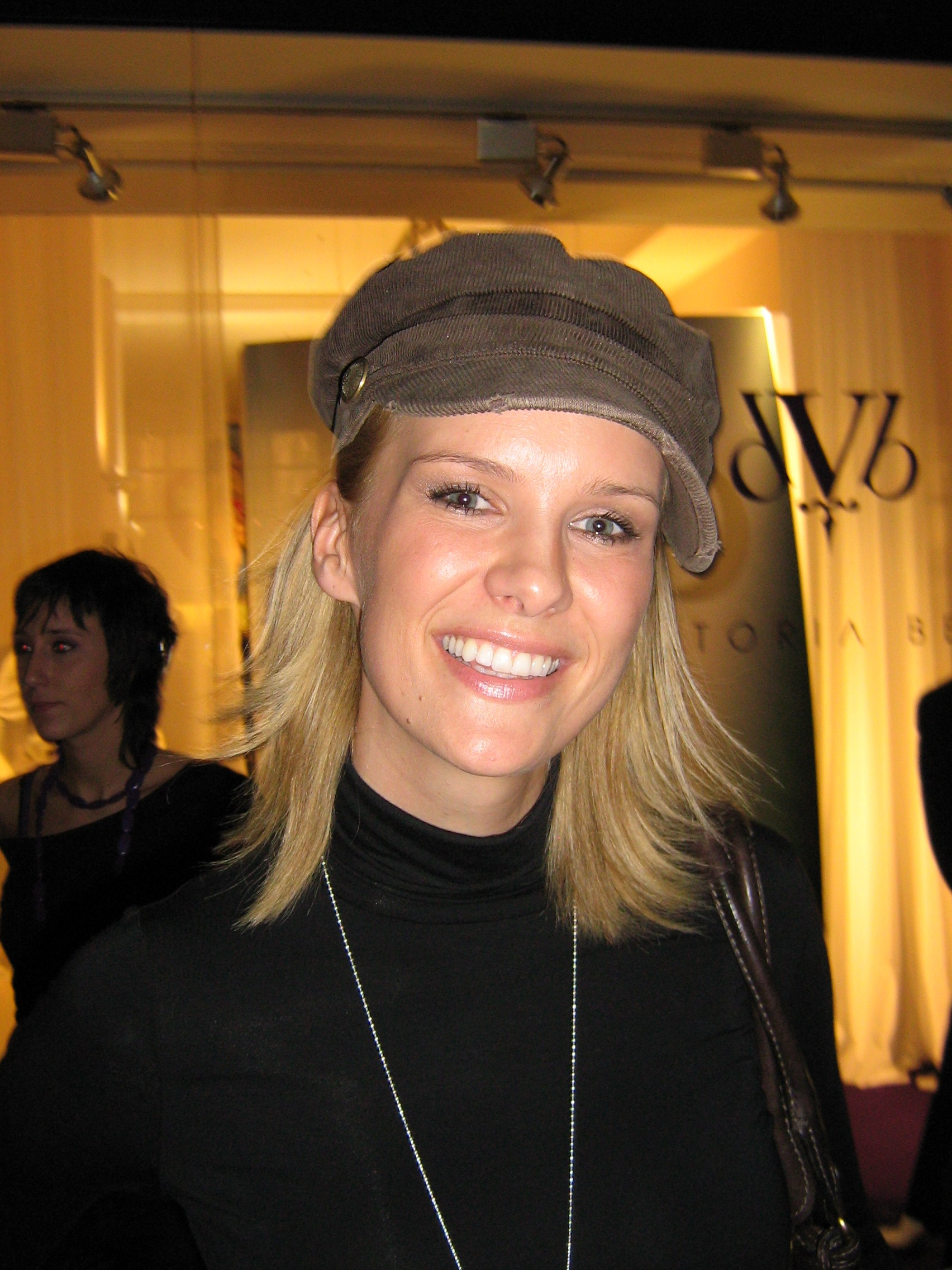
Jasminka Domaš

Jasminka Domaš (* 1948 in Banja Luka) ist eine kroatische Autorin, Journalistin und Wissenschaftlerin.

## Leben
Die Jüdin lebt seit 1951 in Zagreb, wo sie auch die Schule besuchte. Sie studierte Politikwissenschaft, Philosophie, Soziologie und erhielt ihr Diplom an der Universität Zagreb. Sie ist Magister des biblischen und zeitgenössischen Judaismus, Journalistin des Kroatischen Rundfunks und Fernsehens sowie Verfasserin von Szenarien.
Von 1995 bis 1998 nahm sie mehr als 200 dokumentarischer Zeugenaussagen für eine amerikanische Stiftung für visuelle Geschichte, deren Gründer und Präsident Steven Spielberg ist, auf: „Zeugen, die den Holocaust überlebten“. Sie ist Mitglied des PEN-Clubs, Präsidentin der Gesellschaft für Glaubensfreiheit in Kroatien und Mitglied der jüdischen Gemeinde  Kroatiens.
Sie veröffentlichte 16 Bücher, darunter 1996 „Obitelj – Mišpaha“ (dt. Übers. 2003: Die Familie – Mischpacha). 1993 erschien „Jewish heritage in Zagreb and Croatia“,  2001 „Rebeka u nutrini duše“ (Rebekka im Inneren der Seele, erscheint im Kitab-Verlag Klagenfurt-Wien).